# Stanley Cohen (sociologue)
Pour les articles homonymes, voir Stanley Cohen et Cohen.
Stanley Cohen (23 février 1942 - 7 janvier 2013) est un sociologue et criminologue américain, professeur de sociologie à la London School of Economics, connu pour avoir innové dans le domaine de la « gestion émotionnelle », notamment la mauvaise gestion des émotions sous forme de sentimentalité, de réaction excessive et de déni émotionnel. Il est préoccupé toute sa vie par les violations des droits de l'homme, d'abord en grandissant en Afrique du Sud, puis en étudiant l'emprisonnement en Angleterre et enfin en Palestine. Il fonde le Centre pour l'Étude des droits de l'homme à la London School of Economics.

## Biographie
Cohen naît à Johannesbourg (Afrique du Sud) en 1942. Fils d'un homme d'affaires lituanien, il grandit en tant que sioniste et a l'intention de s'installer en Israël. Il étudie la sociologie et le travail social en tant que premier cycle à l'université du Witwatersrand, s'impliquant dans les questions anti-apartheid.
Il arrive à Londres en 1963, où il travaille comme travailleur social, avant de terminer son doctorat à la London School of Economics (LSE) sur les réactions sociales à la délinquance juvénile. Les émeutes de jeunes Mods et Rockers se déroulaient alors dans les villes balnéaires du sud de l'Angleterre, émeutes qu'il a alors étudiées au travers des réactions sensationnelles de la presse et par des interviews directes. À partir de 1967, il enseigne brièvement la sociologie à l'Enfield College, dans le nord-est de Londres, puis à l'université de Durham. Pendant cette période des rébellions étudiantes de 1968, il est influencé par le mouvement anti-psychiatrique et participe au National Deviancy Symposium. Un projet à la prison de Durham avec Laurie Taylor de York conduit à la publication de trois livres : Psychological Survival: The Experience of Long-term Imprisonment (1972), Escape Attempts (1976) et Prison Secrets (1978) ainsi que, plus tard, Visions of Social Control: Crime, Punishment and Classification (1985) que Cohen écrit seul.
De 1972 à 1980, il travaille comme professeur de sociologie à l'université de l'Essex. En 1980, il s'installe avec sa famille en Israël, où il devient directeur de l'Institut de criminologie de l'université hébraïque de Jérusalem. Il travaille avec des organisations de défense des droits de l'homme faisant campagne contre la torture et traitant du conflit israélo-palestinien.
Il retourne en Angleterre en 1996 après avoir reçu un diagnostic de maladie de Parkinson ; il est nommé « professeur Martin White » de sociologie à la LSE, où il travaille jusqu'à sa retraite en 2005. Il meurt le 7 janvier 2013 des suites de la maladie de Parkinson.

### Distinctions
En 1998, Cohen est élu membre de la British Academy. En 2003, il reçoit un doctorat honorifique de l'université d'Essex et, en 2008, de l'université du Middlesex. En 2009, il est le premier récipiendaire d'un Outstanding Achievement Award de la British Society of Criminology.

## Œuvre
Cohen est un écrivain de premier plan sur la criminologie et la sociologie.

### Folk Devils and Moral Panic(1972)
L'étude de 1972 de Cohen (Folk Devils and Moral Panics) sur les médias populaires britanniques et la réaction sociale au phénomène Mods and Rockers est largement considérée par les criminologues britanniques comme l'un des travaux les plus influents dans le domaine au cours des quarante dernières années[réf. souhaitée]. Les travaux ont appliqué les concepts d'étiquetage, de réaction sociétale et la notion de spirale d'amplification de la déviance. Cela a aidé à déplacer l'attention de la criminologie des causes du crime vers la réaction sociale, la sociologie du crime et le contrôle social. Cohen a suggéré que les médias réagissaient de manière excessive à un aspect du comportement qui peut être considéré comme un défi aux normes sociales existantes. Cependant, la réponse médiatique et la représentation de ce comportement aident en fait à le définir, à le communiquer et à le présenter comme un modèle à observer et à adopter par les étrangers. Ainsi, la panique morale de la société représentée dans les médias alimente sans doute un comportement socialement inacceptable. Bien que Cohen soit crédité d'avoir inventé le terme de panique morale, le terme est assez ancien — par exemple, un premier usage peut être trouvé dans le Quarterly Christian Spectator en 1830 — et il a été utilisé par le théoricien canadien des communications Marshall McLuhan en 1964.

### States of Denial(2001)
Le dernier livre de Cohen, States of Denial: Knowing about Atrocities and Suffering, tente d'analyser les manières personnelles et politiques par lesquelles les humains évitent des réalités inconfortables, comme la pauvreté, la souffrance, l'injustice. En onze chapitres, il examine les formes élémentaires de déni : savoir et ne pas savoir : la psychologie du déni (Comment les gens pourraient-ils simultanément savoir et ne pas savoir sur de telles questions ?), déni au travail : mécanismes et dispositifs rhétoriques, comptabilité des atrocités : auteurs et responsables, blocage du passé : souvenirs personnels, histoires publiques, états spectateurs (Bien que l'ignorance soit un bonheur, dans quelle mesure un spectateur est-il un auteur ?), etc.
Le livre a été très apprécié par les critiques du monde anglophone. The Guardian a écrit: « Il amène le lecteur à la conclusion que c'est le déni qui est [normal] et une capacité à voir la vérité et à agir en conséquence qui est rare, que ce soit chez les individus ou au sein des gouvernements. »[citation nécessaire]. Michael Ignatieff a déclaré que « ce livre deviendra le point de départ de tout débat futur sur le sujet ».
States of Denial est un livre influent sur la façon dont les gens sont dans le déni de l'oppression raciale, de l'esclavage et d'autres souffrances. Cohen explique combien de personnes, dans tout le pays, savent que des actes d'oppression raciale se produisent mais le nient. Il écrit a quel point les gens ne veulent pas voir la réalité, mais seulement une autre, biaisée. Il dit que les gens savent mais font comme si la souffrance et l'oppression n'existaient pas, comme s'ils choisissaient de l'ignorer plutôt que de parler d'un sujet aussi difficile. Beaucoup de gens supposent que ces actes se produisent, et parfois en sont témoins, mais lorsqu'on leur demande, ils nient tout ce qui s'est passé. Stanley Cohen écrit sur la façon dont les gens agissent aveuglement à la réalité, en raison de sujets inconfortables et malaisants. Le sujet de l'oppression raciale étant un sujet si inconfortable qu'il est difficile pour beaucoup de reconnaître que cela se produit réellement à ce jour. Le but du livre de Stanley Cohen est de sensibiliser ceux qui ne voient pas la vérité sur l'incarcération de masse et sur la structure de la société. Il veut que les gens réalisent à quel point les gens choisissent d'ignorer la société d'aujourd'hui et qu'elle doit changer.

## Vie privée
En 1963, Cohen épouse Ruth Kretzmer. Elle est décédée en 2003, ils ont deux filles. Judith et Jessica. Laurie Taylor a commenté sa personnalité de cette façon: « Il pouvait être cruel envers les pédants et les serviteurs du temps qu'il rencontrait en cours de route, intolérant envers ceux qui modifiaient leurs principes politiques à mesure qu'ils gagnaient en promotion. » L'amour de Cohen pour les blagues et l'humour d'autodérision est illustré dans une anecdote lorsque Taylor a mentionné la réduction de la consommation d'alcool lors de leur prochaine collaboration universitaire, comme Richard Burton, qui a déclaré qu'il « pouvait voir le monde tel qu'il était vraiment », à quoi Cohen a répondu « C'est très bien, mais qui diable veut voir le monde tel qu'il est ? ».

## Ouvrages

### Années 1960
- Cohen, S. (1969) Hooligans, vandales et la communauté : une étude de la réaction sociale à la délinquance juvénile. Thèse de doctorat, The London School of Economics and Political Science (LSE).

### années 1970
- Cohen, S. (ed) (1971) Images de la déviance Harmondsworth: Pingouin
- Cohen, S. (1971) « Directions de recherche sur la violence et le vandalisme des groupes d'adolescents », British Journal of Criminology, 11(4): 319-340
- Cohen, S. (1971) « Protestation, troubles et délinquance : convergences d'étiquettes ou de comportements ? ». Communication présentée au Symposium international sur les troubles de la jeunesse, Tel Aviv, 25-27 octobre
- Cohen, S. (1972) Folk Devils and Moral Panics, Londres, MacGibbon et Kee
- Cohen, S. (1972) « Breaking out, smashing up and the social context of aspiration », dans : Riven, B. (ed) Youth at the Beginning of the Seventies, Londres, Martin Robertson
- Taylor, L. & Cohen, S. (1972) Survie psychologique: l'expérience de l'emprisonnement à long terme, Harmondsworth, Penguin
- Cohen, S. & Taylor, Laurie (1976) Tentatives d'évasion : la théorie et la pratique de la résistance dans la vie quotidienne (ISBN 978-0-415-06500-9)
- Cohen, S. (1979) « La ville punitive: notes sur la dispersion du contrôle social », Crises contemporaines, 3(4): 341-363

### années 1980
- Cohen, S. (1980) « Footprints in the Sand: A Further Report on criminology and the sociology of deviance in Britain », dans Fitzgerald, M., McLennan, G. & Pawson, J. (éds.) Crime and Society: Readings in History and Theory, Londres, Routledge et Kegan Paul. p. 240
- Cohen, S. (1982) « Modèles occidentaux de contrôle de la criminalité dans le tiers monde », dans S. Spitzer et R. Simon (éds.), Recherche en droit, déviance et contrôle social Vol. 4.
- Cohen, S. & Scull, A. (éds.) (1983) Contrôle social et l'État: Essais historiques et comparatifs. Oxford, Martin Robertson
- Cohen, S. (1985) Visions of Social Control: Crime, Punishment and Classification, Polity Press
- Cohen, S. (1988) Against Criminology, Nouveau-Brunswick, NJ: Transaction Books
- Cohen, S. (1988) « Prendre la décentralisation au sérieux : valeurs, visions et politiques », dans J. Lowman et al. (éd.), Transcarcération : Essais sur la sociologie du contrôle social, Aldershot : Gower.

### années 1990
- Cohen, S. (1990) « Scepticisme intellectuel et engagement politique : le cas de la criminologie radicale », Institut de criminologie, Université d'Amsterdam.
- Cohen, S. (1991) « Parler de la torture en Israël », Tikkun, 6(6): 23–30, 89-90
- Cohen, S. (1993) « Droits de l'homme et crimes de l'État : la culture du déni », Journal australien et néo-zélandais de criminologie, 26(2) : 97-115. John Barry Memorial Lecture, Université de Melbourne, 30 septembre 1992

### années 2000
- Cohen, S. (2001) États de déni : Connaître les atrocités et la souffrance, Polity Press, 360 pages,  (ISBN 978-0-7456-2392-4)
- Cohen, S. & Seu, B. (2002) « Savoir assez pour ne pas trop ressentir », dans P. Petro (éd.) Déclarations de vérité : Représentations et droits de l'homme, Piscataway, NJ : Rutgers University Press. 256 pages. (ISBN 0813530520).

### années 2010
- Cohen, « Whose side were we on? The undeclared politics of moral panic theory », Crime, Media, Culture, vol. 7, no 3,‎ décembre 2011, p. 237–243 (DOI 10.1177/1741659011417603)